# Here We Are Again
Here We Are Again ist das vierte Album von Country Joe and the Fish. Es wurde im Jahr 1969 mit der US-Katalognummer Vanguard VSD 79299 veröffentlicht, erreichte in den Billboard 200 Platz 48 und konnte sich elf Wochen lang in den Charts platzieren.

## Entstehungsgeschichte
Die Stücke wurden von Country Joe McDonald und von Barry Melton komponiert. Tatsächlich existierte die Band zu diesem Zeitpunkt nur noch auf dem Papier. Die beiden Gründer „Country Joe“ McDonald (Gesang, Gitarre) und Barry „The Fish“ Melton (Leadgitarre, Gesang) hatten sich bereits bei der Aufnahme des Vorgängers Together zerstritten. Auch eine feste Band existierte nicht mehr. So teilten sich die Bass-Aufnahmen Peter Albin, Jack Casady und Mark Ryan. Gary „Chicken“ Hirsh war zu diesem Zeitpunkt der feste Schlagzeuger der Band. Als Session-Schlagzeuger war jedoch David Getz (Big Brother and the Holding Company) in die Aufnahmen involviert und spielte auf zwei Tracks das Schlagzeug. Das Klavier wurde von Mark Kapner eingespielt. Die Produktion übernahm Samuel Charters. Aufgenommen wurde das Album in den Vanguard Studios, 23rd Street in New York und Pacific High Studios in San Francisco.
Aus dem Album wurde eine Single mit den Titeln Here I Go Again / Baby, You’re Driving Me Crazy ausgekoppelt, die sich jedoch nicht in den Charts platzieren konnte.

## Titelliste
1. Here I Go Again (McDonald) – 3:24
2. Donovan‘s Reef (McDonald) – 4:18
3. It‘s So Nice to Have Love (McDonald) – 3:25
4. Baby, You’re Driving Me Crazy (Melton) – 2:43
5. Crystal Blues (McDonald) – 6:18
6. For No Reason (McDonald) – 3:55
7. I’ll Survive (McDonald) – 2:28
8. Maria (McDonald) – 3:30
9. My Girl (Melton) – 2:16
10. Doctor of Electricity (Melton) – 3:58

## Musikstil und Rezeption
Erstmals wurden einige Titel unter dem Arrangement von Ed Bland von Streich- und Bläsergruppen begleitet. Insgesamt handelte es sich um eines der schwächeren Alben der Band, die ihre Folk-Wurzeln zugunsten eines eher Blues- und Pop-orientierten Musikstils aufgab.